# NGC 1261
NGC 1261（也稱為科德韋爾 87）是位于时钟座方向、银河系内的一個球状星团。蘇格蘭天文學家詹姆士·敦洛普於1826年首次發現NGC 1261。它的年齡約為102.4億年，質量是太陽的341,000倍。NGC 1261星團距離太陽53000光年，距離銀河系中心59000光年。
NGC 1261星團沒有顯示出核心坍縮的正常跡象，但有證據表明，它可能在過去20億年內經歷了核心坍縮後的反彈狀態。中心光度密度為2.22 L☉·pc−3，對於球狀星團來說，這個密度比較低。儘管如此，NGC 1261在夏普力-索耶集中度分類法為II級，這表明其中心濃度較高。